# Aleksandr Solzjenitsyn
Aleksandr Isajevitsj Solzjenitsyn (Russisch: Александр Исаевич Солженицын) (Kislovodsk, 11 december 1918 - Moskou, 3 augustus 2008) was een Russisch schrijver die in de jaren 70 van de twintigste eeuw als dissident stond aangeschreven.

## Levensloop
Als student wiskunde en natuurkunde had Solzjenitsyn ook een zwak voor de literatuur. Toen al wist hij dat hij schrijver wilde worden. Aanvankelijk geloofde hij in het communisme. In 1945 vocht hij in het Rode leger tegen de Duitsers, maar hij werd plots gearresteerd door de NKVD. Men had brieven aan een kameraad onderschept waarin de jongeman zich kritisch had uitgelaten over Jozef Stalin. Solzjenitsyn werd veroordeeld tot acht jaar werkkamp en tot levenslange verbanning naar Kazachstan. Na Stalins dood werd hij in 1957 gerehabiliteerd en hij kreeg de toestemming om terug te keren naar West-Rusland. Hij begon te werken als leerkracht in Rjazan, maar in het geheim besloot hij zijn kampervaringen neer te schrijven.
In 1962 werd zijn debuutroman gepubliceerd, eerst in het tijdschrift Novyj mir, daarna in boekvorm. Nikita Chroesjtsjov zelf had toegestemd om het werk uit te geven. Een dag van Ivan Denisovitsj is het relaas van een doodgewone kampdag uit het leven van de doorsneegevangene Ivan Denisovitsj Sjoechov, veroordeeld tot 10 jaar werkkamp
Het boek werd het grootste literaire succes na de Tweede Wereldoorlog, zowel in de Sovjet-Unie als in het buitenland. Op één slag was de auteur beroemd. Maar zijn roem zou in de Sovjet-Unie van korte duur zijn. De KGB zette een lastercampagne op touw en de autoriteiten weigerden nog boeken van hem te publiceren. Toen hem in 1970 de Nobelprijs werd toegekend, was het hek van de dam. Van Solzjenitsyn verscheen tussen 1973 en 1975 in Parijs zijn lijvige werk De Goelag Archipel.
In 1970 ontving Solzjenitsyn de Nobelprijs voor Literatuur voor zijn gehele oeuvre. Dankzij zijn monumentale werk De Goelag Archipel (verschenen in Parijs tussen 1973 en 1975) kon de buitenwereld kennisnemen van de werkkampen in de Sovjet-Unie, de goelag. Overigens had hij al in Een dag uit het leven van Ivan Denisovitsj over de goelag geschreven en nog eerder (in 1951) had Gustaw Herling-Grudziński over zijn ervaringen in de goelag geschreven.

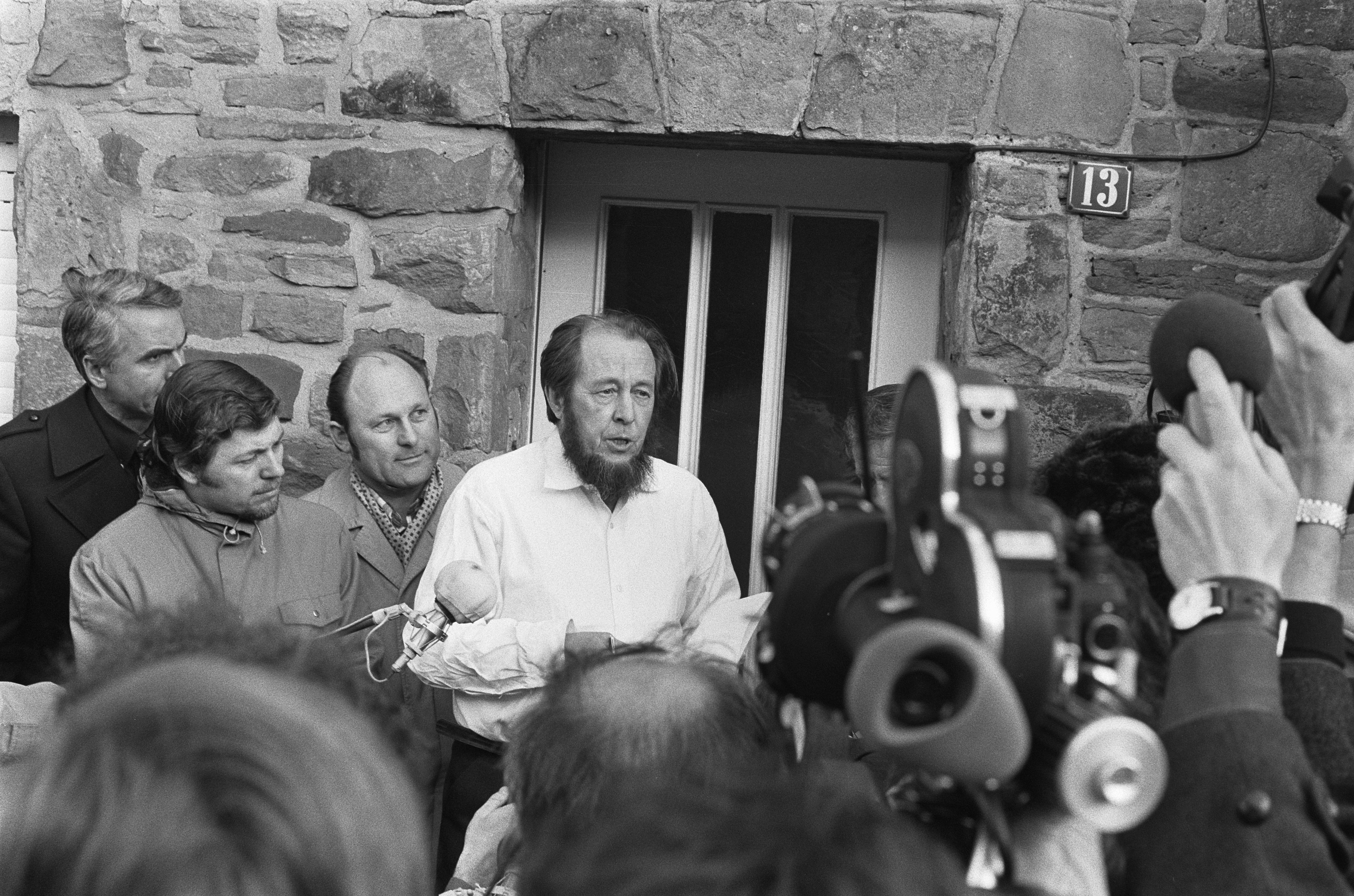
Aleksandr Solzjenitsyn staat te Langenbroich de pers te woord, 14 februari 1974

Na publicatie van de eerste delen werd de schrijver op 12 februari 1974 gearresteerd en op 13 februari uitgewezen. Die dag kwam hij aan in Frankfurt (West-Duitsland). Vervolgens bracht hij enige tijd in de vakantiewoning van Heinrich Böll te Langenbroich door. Via Zwitserland kwam Solzjenitsyn in 1976 uiteindelijk in de Amerikaanse staat Vermont terecht. Het zou 20 jaar duren vooraleer de schrijver kon terugkeren naar Rusland.
Onder partijleider Michail Gorbatsjov, die in 1985 aantrad, kwam de glasnost (Russisch voor "openheid") op gang, waarbij de waarheid omtrent heden en verleden steeds openlijker uitgesproken kon worden. Vanaf 1989 mochten er weer werken van Solzjenitsyn verschijnen en de schrijver kreeg in 1990 het staatsburgerschap terug. Vier jaar later, na het uiteenvallen van de Sovjet-Unie, keerde hij naar Rusland terug. De Russische Federatie eerde hem met de Orde van Sint-Andreas de Eerstgeroepene, maar de schrijver weigerde deze onderscheiding. In 1998 aanvaardde hij wel de Gouden Lomonosov-medaille van de Russische Academie van Wetenschappen toegekend voor zijn werk. Hij ontwikkelde zich tot een scherp criticus van het morele verval waaraan zijn land volgens hem ten prooi was. Als Russisch nationalist had hij ook felle kritiek op de westerse wereld, niet alleen vanwege het ongegeneerde materialisme, maar ook als geopolitieke tegenstander van Rusland, blijkens zijn afwijzen van de NAVO-bombardementen op Servië in maart 1999, tijdens de Kosovocrisis. In 2006 beschuldigde hij de NAVO ervan Rusland te willen omsingelen. In 2007 kreeg hij de Staatsprijs van de Russische Federatie, die hem wegens zijn zwakke gezondheid thuis persoonlijk werd overhandigd door de toenmalige Russische president Vladimir Poetin, een ex-officier van de KGB. Bij zijn overlijden stuurde president Dmitri Medvedev condoleances aan zijn familie. Solzjenitsyn ligt begraven op de begraafplaats van het Donskojklooster.

### Literair
- Het festijn der overwinnaars (toneel, 1951). Engelse vertaling: Victory Celebrations: A Comedy in Four Acts (1983).
- Gevangenen. Een tragedie (toneel, 1953). Engelse vertaling: Prisoners: A Tragedy (1983).
- Een dag uit het leven van Ivan Denisovitsj (Оди́н день Ива́на Дени́совича, novelle, 1962).
- Tanks kennen de waarheid (scenario, 1958, niet vertaald).
- Een gebeurtenis in het station van Kretsjetovka (novelle, 1963).
- Het huis van Matrjona (novelle, 1963).
- In het belang van de zaak (novelle, 1963).
- Kankerpaviljoen (Ра́ковый ко́рпус, roman, 1968).
- In de eerste cirkel (В кру́ге пе́рвом, roman, 1968). Van dit boek bestaan twee versies. De oorspronkelijke versie is in het Engels uitgegeven onder de titel In the First Circle (2009, vertaling H.T. Willetts). De Nederlandse vertaling behelst de door Solzjenitsyn zelf ingekorte en aangepaste versie uit 1968.
- Een kaars in de wind (toneel, 1968).
- De parasiet (scenario, 1968, niet vertaald).
- De kamphoer en de simpele ziel (toneel, 1969). Ingekorte versie van: De republiek van de arbeid (1954).
- De romancyclus Het rode wiel, bestaande uit:
  - Augustus veertien (1971). Van dit boek bestaan twee versies. De Nederlandse vertaling behelst de eerste versie uit 1971. De tweede, aanzienlijk uitgebreide versie is in het Engels uitgegeven onder de titel August 1914 (1984, vertaling H.T. Willetts).
  - Oktober zestien (1985). Engelse vertaling: November 1916 [en].
  - Maart zeventien (1989). Duitse vertaling: März siebzehn.
  - April zeventien (1991). Franse vertaling (alleen van het eerste deel): Avril dix-sept. Tome 1.
- Pruisische nachten (poëzie, 1974).
- Lenin in Zürich (1976).
- Aime la révolution! (onvoltooide roman, 2007, niet in het Nederlands vertaald).
- Abrikozen op sap (verhalen, 2014).

### Politieke geschriften, historische studies, toespraken
- Open brief aan de Schrijversbond (1967).
- De rechten van de schrijver (1969). Franse vertaling: Les droits de l'écrivain (1969).
- Een woord van waarheid (Nobelprijsrede, 1970).
- Vastenbrief aan patriarch Pimen (1972).
- De Goelag Archipel 1918-1956. Proeve van een artistieke studie (Архипела́г ГУЛА́Г, 1973-1975).
- Open brief aan de Sovjetleiders/Leef niet met leugens (1974).
- Van onder het puin (1974).
- Amerikaanse redevoeringen (1976).
- A World Split Apart: Commencement Address Delivered at Harvard University, June 8, 1978.
- The Mortal Danger. How Misconceptions About Russia Imperil America (1980).
- Men Have Forgotten God. The Templeton Address (1983).
- Our Pluralists (1983).
- Hoe bouwen wij Rusland weer op? Overpeinzingen naar mijn beste vermogen (1992).
- The Liechtenstein Address (1993).
- "The Russian Question" at the End of the Twentieth Century (1995).
- Russia in Collapse (1998).
- Tweehonderd jaar samen (2001-2002). Duitse vertaling: Zweihundert Jahre zusammen. Die russisch-jüdische Geschichte 1795-1916 (eerste deel, 2002) en Zweihundert Jahre zusammen. Die Juden in der Sowjetunion (tweede deel, 2003).
- Réflexions sur la révolution de février 1917 (2007).

### Autobiografie
- Het kalf stoot de eik (1975). In 1996 verscheen van dit boek een uitgebreide versie. De toegevoegde delen zijn apart uitgegeven in het Engels onder de titel Invisible Allies (1997).
- Een graankorrel tussen twee molenstenen (1998-2003). Duitse vertaling: Zwischen zwei Mühlsteinen (eerste deel, 2005) en Meine amerikanischen Jahre (tweede deel, 2007).